# Carl Björkman (landshövding)
Carl Adolf Theodor Björkman, född 22 februari 1831 i Stockholm, död 13 augusti 1908 i Engelbrekts församling, Stockholm, var en svensk jägmästare, politiker och ämbetsman. Bror till Alf Björkman och far till politikern Gustaf Adolf Björkman.
Björkman utexaminerades från Skogsinstitutet 1850 och var därefter lärare där. År 1864 blev han tillförordnad sekreterare i Skogsstyrelsen, och därefter tillförordnad generaldirektör och chef för samma verk 1875–1882. Björkman genomförde betydande förbättringar i skogsvården, införde en skogsstatistik och arbetade med framgång för den statliga skogshushållningens rationalisering. Björkman utgav även en mängd skrifter i skogsvårdsfrågor och var också intresserad av fornforskning. Han var landshövding i Gävleborgs län 1883–1899. Björkman är begravd på Norra begravningsplatsen utanför Stockholm.